# Kaloré
Kaloré est une municipalité brésilienne située dans l'État du Paraná.